# Gustav Brecher
Pour les articles homonymes, voir Brecher.
Gustav Brecher né le 5 février 1879 à Eichwald (Autriche-Hongrie) mort le 15 mai 1940 à Ostende est un compositeur, chef d'orchestre et musicologue allemand.

## Biographie
Sa famille, de confession juive, quitte la Bohême pour s'installer à Leipzig en 1889. Il prend des cours de musique avec Salomon Jadassohn. Après l'interprétation d'une de ses compositions par Richard Strauss en 1896, il débute comme chef d'orchestre en 1897 à l'Opernhaus de Leipzig puis dirige en 1901 au Wiener Staatsoper aux côtés de Gustav Mahler. De 1903 à 1911 il dirige à l'Opéra d'État de Hambourg puis à Cologne et Francfort. Il devient en 1914 directeur général de la musique au Neues Theater de Leipzig où la programmation des opéras de Ernst Křenek suscite à la fin des années 1920 la controverse.